# Esiliiga 2014
L'Esiliiga 2014 è stata la 24ª edizione della seconda divisione del campionato estone di calcio e si è disputata tra il 2 marzo e il 9 novembre 2014.
Il  Flora Tallinn II è stata la squadra vincitrice del campionato, ma dal momento che la prima squadra si trova nella massima serie non ha potuto beneficiare della promozione; sono state dunque ammesse in Meistriliiga il Pärnu Linnameeskond e, dopo i play-off, il Tulevik Viljandi.

## Squadre partecipanti
Sette squadre, tra cui il Levadia Tallinn 2 detentore del titolo, hanno mantenuto il loro posto in Esiliiga, tra queste il Puuma Tallinn e il Kiviõli sono state ripescate dopo la retrocessione sul campo a causa della mancata iscrizione del Tartu SK 10 e del Tammeka Tartu II, rispettivamente 5° e 6° in Esiliiga 2013. Dalla Meistriliiga 2013 è invece retrocesso il Kuressaare, che prende il posto del Lokomotiv Jőhvi, promosso nella massima serie.
| Club              | Città      | Stadio              | Posizione 2013                                         |
| ----------------- | ---------- | ------------------- | ------------------------------------------------------ |
| Flora Tallinn II  | Tallinn    | Sportland Arena     | 3º posto in Esiliiga 2013                              |
| Kalju Nõmme II    | Tallinn    | Stadio Hiiu         | 1º posto in Esiliiga B 2013                            |
| Irbis Kiviõli     | Kiviõli    | Kiviõli Staadion    | 10º posto in Esiliiga 2013 e successivamente ripescato |
| Kuressaare        | Kuressaare | Stadio Kuressaare   | 10º posto in Meistriliiga 2013                         |
| Levadia Tallinn 2 | Tallinn    | Stadio Maarjamäe    | 1º posto in Esiliiga 2013                              |
| Pärnu             | Pärnu      | Stadio Pärnu Kalev  | 2º posto in Esiliiga B 2013                            |
| Puuma Tallinn     | Tallinn    | Stadio Lasnamäe SPK | 9º posto in Esiliiga 2013 e successivamente ripescato  |
| Tarvas Rakvere    | Rakvere    | Stadio Rakvere      | 4º posto in Esiliiga 2013                              |
| Tulevik Viljandi  | Viljandi   | Stadio Viljandi     | 8º posto in Esiliiga 2013                              |
| Vaprus Vändra     | Vändra     | Stadio Vändra       | 7º posto in Esiliiga 2013                              |

## Classifica finale
|  | Pos. | Squadra             | Pt | G  | V  | N  | P  | GF  | GS  | DR   |
|  | ---- | ------------------- | -- | -- | -- | -- | -- | --- | --- | ---- |
|  | 1.   | Flora Tallinn II *  | 78 | 36 | 24 | 6  | 6  | 104 | 40  | +64  |
|  | 2.   | Levadia Tallinn 2 * | 68 | 36 | 20 | 8  | 8  | 102 | 52  | +50  |
|  | 3.   | Pärnu               | 60 | 36 | 19 | 3  | 14 | 109 | 78  | +31  |
|  | 4.   | Kalju Nõmme II *    | 57 | 36 | 17 | 6  | 13 | 69  | 62  | +7   |
|  | 5.   | Tulevik Viljandi    | 51 | 36 | 14 | 9  | 13 | 53  | 51  | +2   |
|  | 6.   | Kuressaare          | 47 | 36 | 14 | 5  | 17 | 69  | 81  | -12  |
|  | 7.   | Irbis Kiviõli       | 47 | 36 | 12 | 11 | 13 | 72  | 82  | -10  |
|  | 8.   | Tarvas Rakvere      | 46 | 36 | 12 | 10 | 14 | 61  | 65  | -4   |
|  | 9.   | Vaprus Vändra       | 38 | 36 | 11 | 5  | 20 | 60  | 72  | -12  |
|  | 10.  | Puuma Tallinn (-3)  | 10 | 36 | 2  | 7  | 27 | 32  | 148 | -116 |

(*)squadra ineleggibile per la promozione.

### Play-off
| Viljandi 16 novembre 2014, ore 13:00 EET Andata | Tulevik Viljandi | 0 – 0 referto | Lokomotiv Jõhvi | Viljandi linnastaadion (260 spett.)\| Arbitro: \| Kristo Tohver \| |
| Arbitro:                                        | Kristo Tohver    |               |                 |                                                                    |

| Arbitro: | Eiko Saar |

|              |           |           |
| Iablokov 53’ | Marcatori | 71’ Ilves |

### Play-out
La sfida play-out prevista tra  Tarvas Rakvere e  HÜJK Emmaste (3° in Esiliiga B) non è stata disputata per la rinuncia dell'Emmaste, che ha deciso di mantenere la propria categoria.

## Verdetti
- Flora Tallinn II vincitore del campionato di Esiliiga 2014.
- Pärnu e  Tulevik Viljandi (dopo play-off) promossi in Meistriliiga 2015.
- Tarvas Rakvere salvo dopo la mancata disputa dei play-out.
- Vaprus Vändra inizialmente retrocesso in Esiliiga B 2015 e poi ripescato per rinuncia del  Lokomotiv Jõhvi all'iscrizione in Esiliiga 2015.
- Puuma Tallinn retrocesso in Esiliiga B 2015.